# Aeroportul Municipal Philip Billard
Aeroportul Municipal Philip Billard (IATA: TOP, ICAO: KTOP, FAA LID: TOP) este un aeroport din Kansas, Statele Unite ale Americii ce deservește zona Topeka. Aeroportul a fost tranzitat în 2019 de 6 pasageri.
Situat la o altitudine de 269 m, aeroportul dispune de 3 piste.

## Infrastructură

### Piste
Aeroportul dispune de 3 piste: 
- pista 4/22 din asfalt, cu dimensiunile 3.001 picioare × 100 picioare
- pista 13/31 din asfalt, cu dimensiunile 5.099 picioare × 100 picioare
- pista 18/36 din asfalt, cu dimensiunile 4.331 picioare × 75 picioare